# Jacques Nicolas Hingant
Jacques Nicolas Hingant est un prêtre catholique et homme politique français né le 10 septembre 1745 à Andel et mort le 3 septembre 1822 à Andel.

## Biographie
D'une famille bourgeoise du pays de Lamballe, il est recteur d'Andel, sa paroisse natale, lorsqu'il est élu, le 1er avril 1789, député du clergé aux États généraux par la sénéchaussée de Saint-Brieuc.
Il se réunit au tiers-état, mais refuse le serment à la Constitution civile du clergé, vote avec la droite, adhère à l'Exposition des principes publiée par les évêques députés, et signe la protestation du 12 septembre 1791, à la clôture de l'Assemblée.
Puis il émigre, habita Jersey, passa de là en Angleterre, et revient, à l'époque du Concordat, prendre possession de son ancien presbytère, qu'il ne quitte plus qu'à sa mort (1822).

## Sources
- Dictionnaire des parlementaires français de 1789 à 1889 (Adolphe Robert et Gaston Cougny)